# Biblioteca Bartolomé Calvo
La biblioteca Bartolomé Calvo es una biblioteca de Cartagena de Indias, Colombia en honor al presidente Bartolomé Calvo. Está en pleno centro de la ciudad.
Es una de las mayores bibliotecas públicas del país, y hace parte de la red de bibliotecas del Banco de la República de Colombia, encabezada por la Biblioteca Luis Ángel Arango de Bogotá
La biblioteca Bartolomé Calvo recibe alrededor de 1200 personas por día. Gozan de especial fama sus referencias especializadas en artes plásticas latinoamericanas y europeas.
Es una biblioteca abierta, con préstamo de libros a domicilio. Los usuarios disponen de un excelente servicio y apoyo en investigaciones en diversas áreas como economía, literatura e historia.
La colección de la biblioteca se amplía permanentemente y hacia 2006 tenía cerca de 67.000 volúmenes.

## Segunda sede
En 2000 se abrió la sede alterna en la antigua Casa de Bolívar, en la calle de la Casa de Moneda. Esta sede tiene varias áreas especializadas, para niños, de literatura, de cine, de conferencias, de música, entre otras.
La biblioteca fue visitada en 2001 por 405.701 personas.